# Mississauga IceDogs
Mississauga IceDogs – juniorski klub hokejowy z siedzibą w Mississauga w prowincji Ontario w Kanadzie. 
Działał w latach 1998-2007. Od tego czasu jego kontynuatorem prawnym jest Niagara IceDogs.
- Data założenia: 21 stycznia 1997
- Barwy: czerwono-czarno-białe
- Trener: Mike Kelly
- Manager: Dave Brown
- Hala: Hershey Centre

## Osiągnięcia
- Bobby Orr Trophy: 2004
- Emms Trophy: 2005